# Rhombodera taprobanae
Rhombodera taprobanae är en bönsyrseart som beskrevs av Wood-mason 1878. Rhombodera taprobanae ingår i släktet Rhombodera och familjen Mantidae. Inga underarter finns listade i Catalogue of Life.